# Humana citogenetika
Humana citogenetika je grana citogenetike se bavi istraživanjem čovjekovih kromosoma. Ona se kao poseban istraživački pravac u okviru humane genetike relativno kasno etablirala. Za to su prije svega bile odgovorne metodičke poteškoće koje su nadiđene tek pedesetih godina prošlog stoljeća. Tek je 1956. godine bilo moguće konačno utvrditi točan broj kromosoma kod čovjeka. Pritom se pokazalo da čovjek ima 46 kromosoma, a ne 48 -  koliko imaju stanice čovjekolikih majmuna što je bilo do tada očekivana pretpostavka.
U godinama koje su slijedile znatno su poboljšane metode prikazivanja kromosoma tako da su uskoro mogle biti dijagnosticirane prve numeričke kromoske aberacije (npr. Trisomija 13 - Patauov sindrom, 18 - Edwardsov sindrom, 21 - Downov sindrom). Ipak su prilično dugo ostale naučno nepriznate mnoge strukturne kromosomske aberacije jer je aberacije u okviru jednog kromosoma bilo moguće dokazati samo ako se prilikom aberacije događala značajna promjena dužine kromosoma ili centromera. Tek razvojem posebnih tehnika bojenja početkom 1970-ih godina bilo je moguće u okviru jednog hromozoma učiniti vidljivim različite mustre u vidu traka. Time je bilo moguće uočiti i standardizirati čak i manje strukture u jednom kromosomu.
Novi veliki razvojni skok citogenetika je doživjela osamdesetih godina razvojem tzv. "fluorescenog in situ hibridiziranja (FISH)".  U ovom trenutku razvoj se karakterizira prije svega masovnom primjenom tzv. „multikolor FISH“. To podrazumijeva istovremenu upotrebu više DNK sondi markiranih različitim fluoroscentnim bojama. Uz spomenutu metodu još je značajno „komparativno genom hibridiziranje (CGH)". Veći metodski napredak uključivanjem molekularno-bioloških tehnika doprinijelo je brojnim novim spoznajama, posebno u citogenetici tumora i omogućilo rutinsku dijagnostiku u medicini.